# Südliche Eisenbahnbrücke (Budapest)
Die Eisenbahnverbindungsbrücke (ungarisch Összekötő vasúti híd), umgangssprachlich zur Unterscheidung von der nördlicher liegenden Újpester Eisenbahnbrücke Südliche Eisenbahnbrücke (ungarisch Déli összekötő vasúti híd) genannt, ist eine von heute elf Brücken über die Donau in Budapest und dabei eine von zwei Eisenbahnbrücken. Sie war die erste und ist heute die wichtigste und verkehrsreichste Eisenbahnbrücke Ungarns über die Donau. Sie steht unmittelbar südlich der Rákóczi-Brücke.

## Vorgeschichte
In den 1860er Jahren gab es in Budapest bereits drei Kopfbahnhöfe. Vom Westbahnhof fuhr am 15. Juli 1846 der erste dampfgetriebene Zug Ungarns in das etwa 35 Kilometer donauaufwärts gelegene Vác. 1874–1877 entstand sein neues Bahnhofsgebäude. Der heute stillgelegte Józsefvárosi pályaudvar im VIII. Bezirk nahe dem jetzigen Ostbahnhof war 1867 eröffnet worden. Der Südbahnhof war 1861 auf der anderen Seite der Donau in Buda in Betrieb gegangen. Die Bahnhöfe gehörten damals selbständigen Bahnunternehmen, es gab noch keine Verbindung zwischen ihnen.
Ende der 1860er Jahre gab es bereits Planungen, aber es wurde 1872, bis das ungarische Parlament den Bau einer Eisenbahnverbindung zwischen den Bahnhöfen Kelenföld und Kőbánya felső mitsamt der Brücke über die Donau beschloss.

## Gitterträgerbrücke (1877)

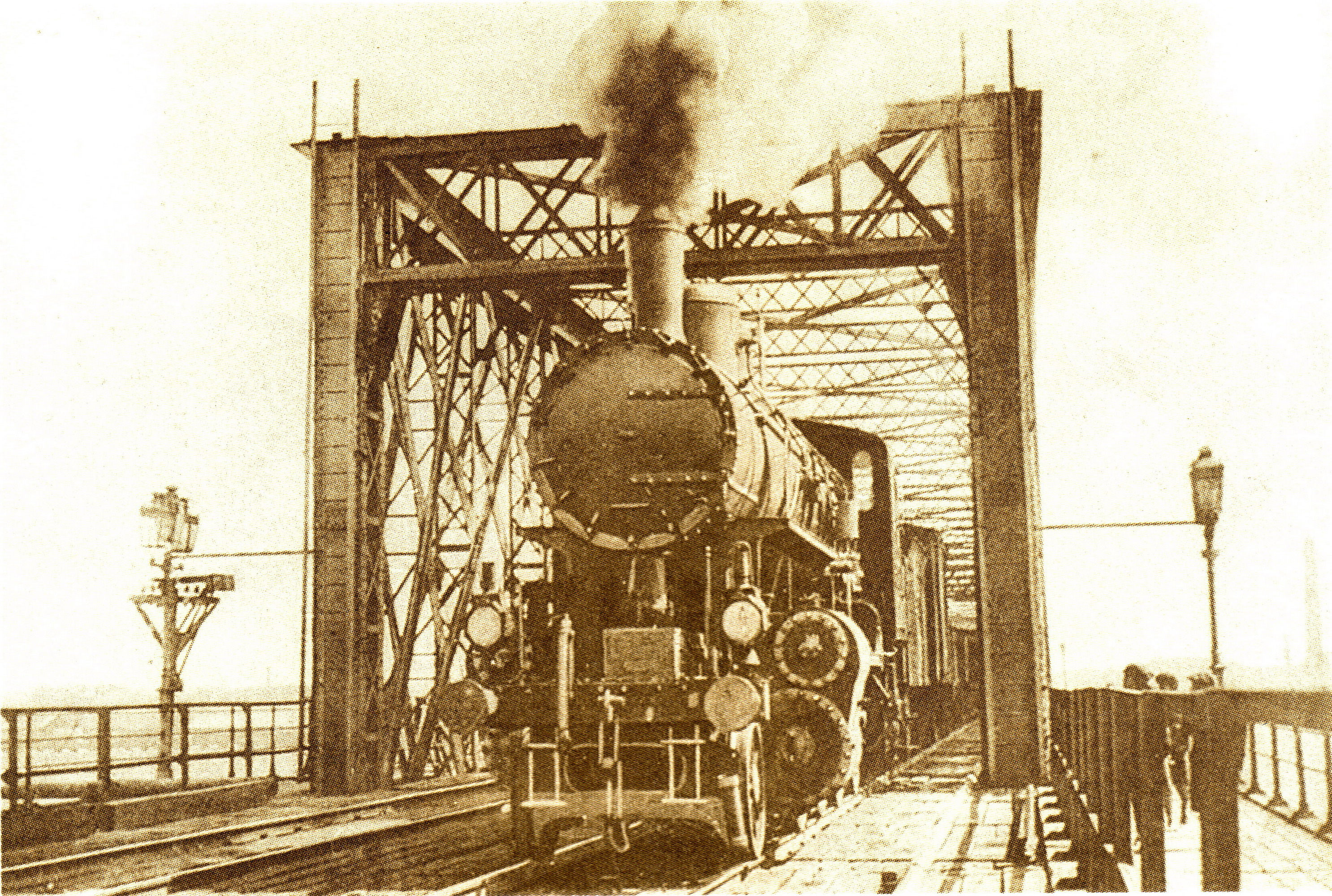
Dampflok auf der Gitterträgerbrücke

Die Ausschreibung für die Brücke gewann das französische Unternehmen Filleul-Brohy, das später mit J.F. Cail & Cie. vereinigt wurde. Die Bauarbeiten begannen am 29. September 1873 mit den Caissons für die Pfeilerfundamente. Die Pfeiler wurden zum Schutz vor dem Eisgang stromaufwärts mit Granit verkleidet, ansonsten mit Kalkstein.
Die zweigleisige schmiedeeiserne Gitterträgerbrücke hatte vier Öffnungen über dem Fluss sowie zwei Öffnungen über dem rechten Ufer. Die Gitterträger waren jeweils 94 m lang und 9,8 m hoch. Sie wurden in Belgien und Frankreich hergestellt und von J.F. Cail & Cie. per Bahn zur Baustelle geliefert. Die Bauarbeiten wurden von János Feketeházy geleitet. Die Brücke war bereits 1876 fertig, die Gleise wurden jedoch erst 1877 verlegt.

## Fachwerkbogenbrücke (1913)

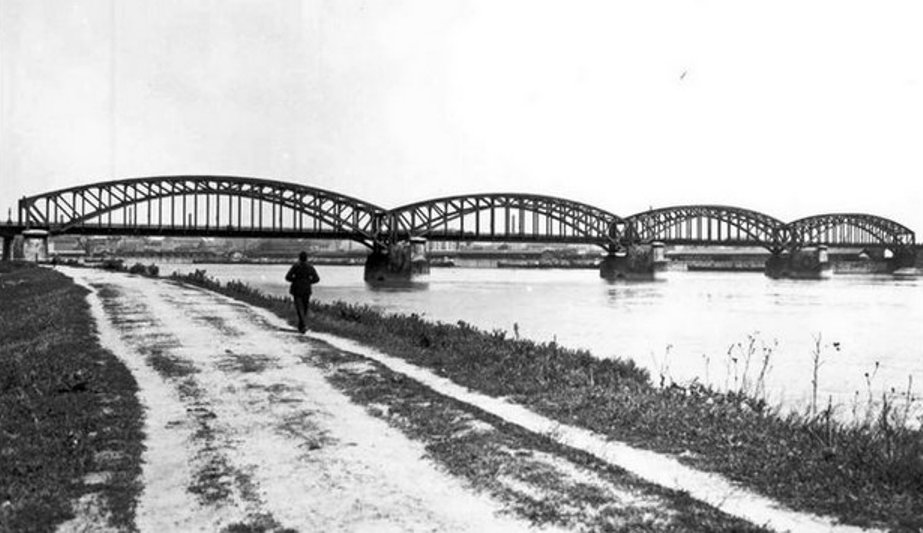

Um die Jahrhundertwende stellte man fest, dass die Gitterträgerbrücke dem zunehmenden Verkehr und den schwerer gewordenen Lokomotiven nicht mehr gewachsen war.
Im März 1910 begann man daher unmittelbar neben der alten Brücke mit dem Bau einer stählernen Brücke, die von den Magyar Államvasutak (Königlich ungarische Staatsbahnen) unter deren Technischem Leiter Ernő Kölber geplant worden war.
Die vier Öffnungen hatten die gleichen Pfeilerachsabstände wie die alte Brücke. Sie waren von zweigelenkigen Fachwerkbögen mit Zugband überbrückt, einer damals häufigen Bauweise.
Der Stahl für die Brücke kam von der MÁVAG, der Maschinenfabrik der Königlichen Ungarischen Staatseisenbahnen. Im November 1913 wurde die Brücke dem Verkehr übergeben.
Anschließend begann man mit der Demontage der alten Brücke. Diese Arbeiten wurden jedoch durch den Ersten Weltkrieg unterbrochen und erst 1924 abgeschlossen.
Die Brücke war drei Jahrzehnte lang ein wichtiges Element des ungarischen Eisenbahnverkehrs.
Im Zweiten Weltkrieg wurde sie bei zwei Luftangriffen leicht getroffen, die Schäden konnten aber bald behoben werden. Beim Rückzug der deutschen Truppen vor der Roten Armee wurde sie am 31. Dezember 1944 durch eine Sprengung vollständig zerstört. Die sowjetische Armee errichtete neben den Trümmern eine Notbrücke, so dass am 26. April 1945 eine eingleisige Holzbrücke in Betrieb genommen werden konnte.

## Provisorische K-System-Brücke (1946)
Man wollte aber so rasch wie möglich eine stabilere Lösung. Zu diesem Zweck wurde im ganzen Land die verfügbaren K-System-Brückenelemente gesammelt; die noch fehlenden Teile wurden hergestellt. Nach den notwendigen Arbeiten an den Pfeilern begann im Juli 1946 die Montage der insgesamt 2315 Tonnen K-Elemente. Am 31. Oktober 1946 konnte die Brücke dem Verkehr übergeben werden.

## Fachwerkbrücke (1948/1953)
Die erste der beiden heutigen jeweils eingleisigen Fachwerkbrücken wurde neben der K-System-Brücke gebaut und am 6. September 1948 dem Verkehr übergeben. Sie hat durchlaufende parallelgurtige Fachwerkträger, wobei die Untergurte über den Pfeilern eckig gevoutet sind. Die kurzen Vorlandbrücken an beiden Ufern haben Vollwandträger.
Am 22. Juni 1953 wurde daneben die technisch gleiche zweite Brücke in Betrieb genommen. Anschließend wurde die K-System-Brücke demontiert und für die Nördliche Eisenbahnbrücke verwendet. Der nach der Demontage verbliebene freie Platz auf den Pfeilern wird als Reserve vorgehalten, wenn bei einer Erneuerung der Brücke ein Gleis gesperrt werden muss. Später wurden die beiden Zwillingsbrücken konstruktiv miteinander verbunden, um ihre Steifigkeit zu erhöhen.